# Pelzzutatenhandlung

Teillager einer Pelzzutatenhandlung
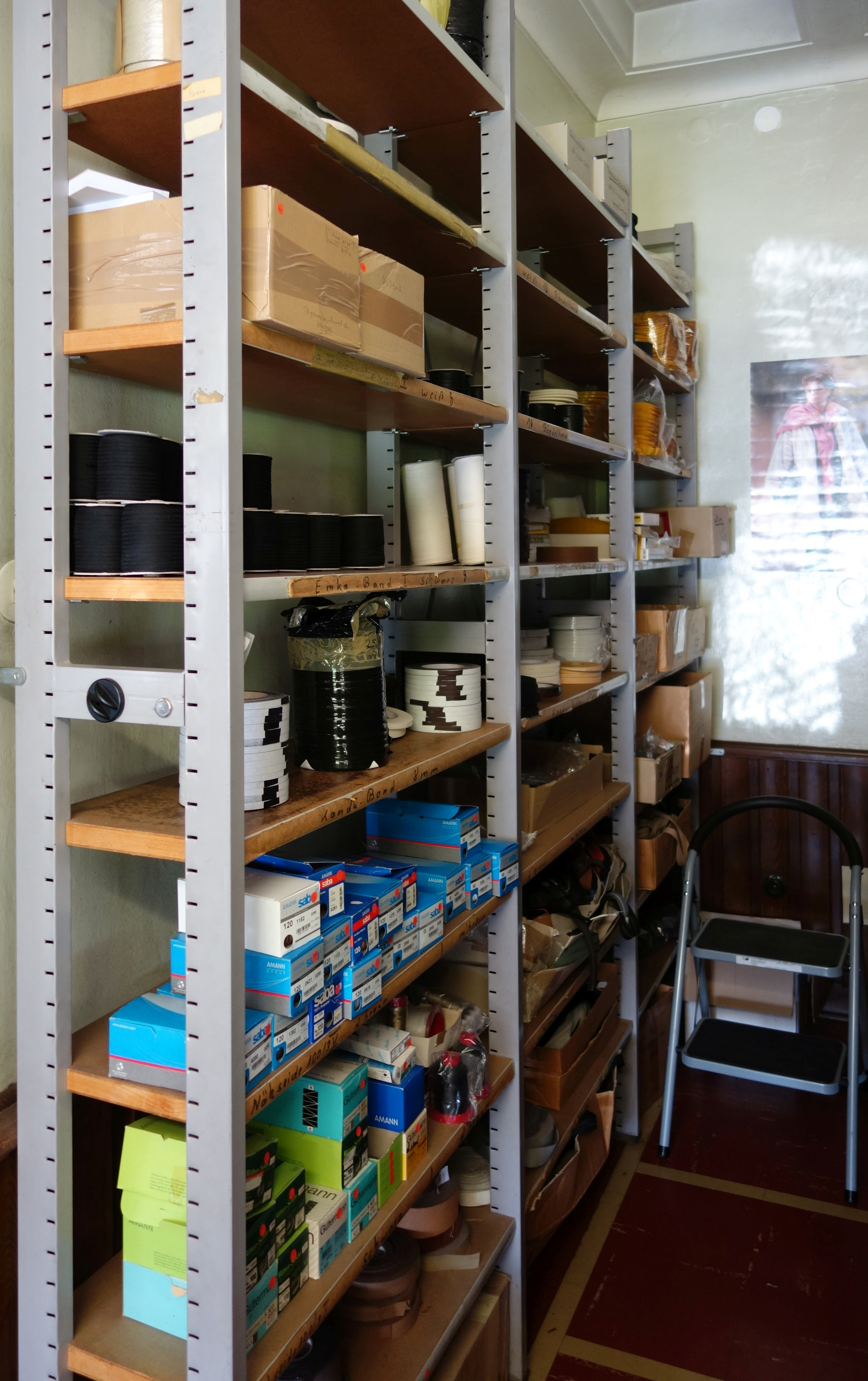
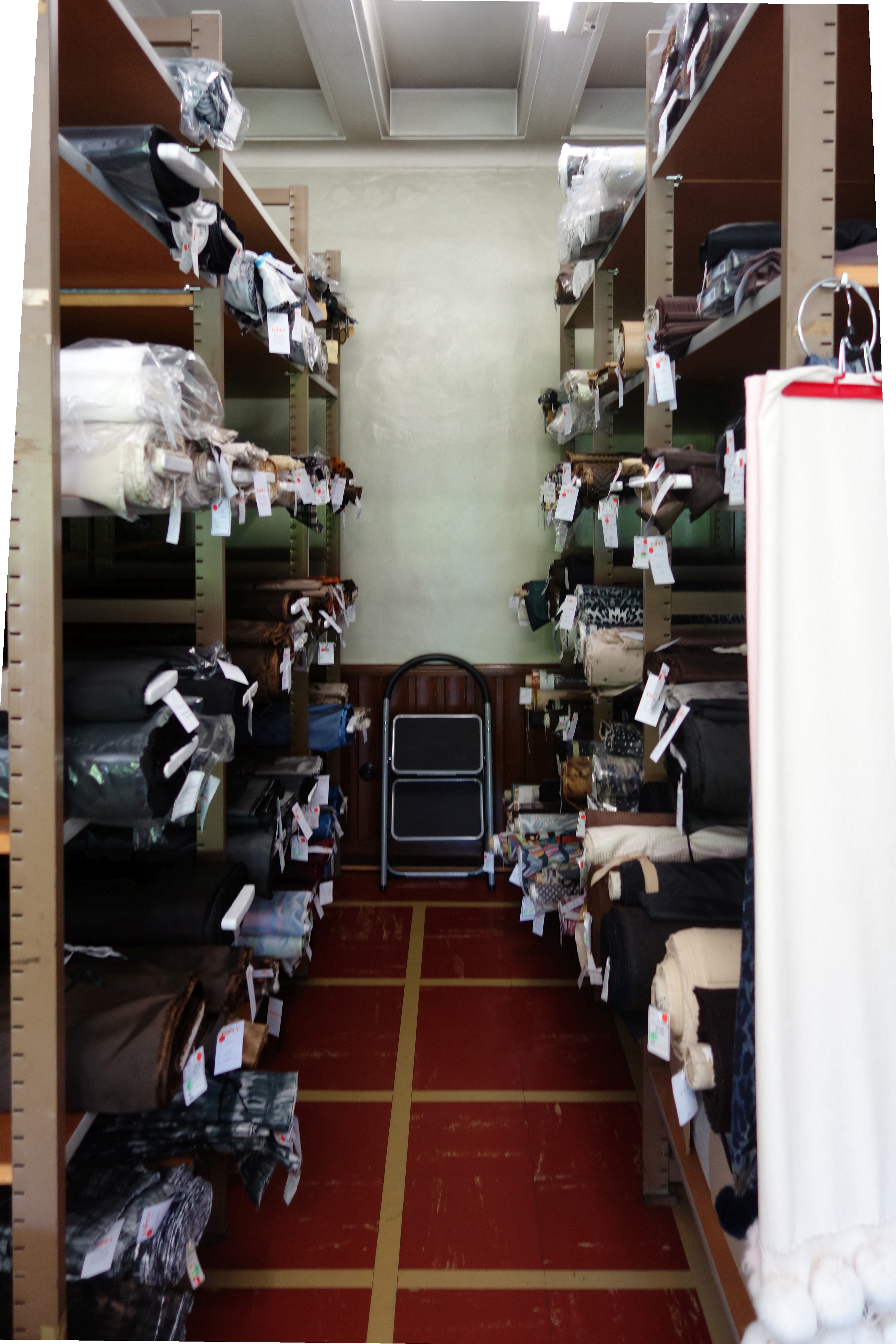

Eine Pelzzutatenhandlung, in Österreich Pelzzugehörhandlung, ist ein Großhandelsbetrieb und Zulieferer für die fellverarbeitenden Gewerbe, vor allem für die Kürschner und die Pelzindustrie. Charakteristisch für die Betriebe ist eine breite Lagerhaltung aller im pelzverarbeitenden Gewerbe benötigten direkten Pelzzutaten, aber auch der in der Branche verwendeten Chemikalien und Handwerkszeuge. Meist wurde sie in der Vergangenheit durch Reisende vertreten.
In geringerem Umfang hält die Pelzzutatenhandlung auch Schneidereizutaten vorrätig, wie auch die Schneiderbedarfs- und die Modistenbedarfs-Handlungen oft eine Auswahl des Kürschnerzubehörs führen. Außerdem werden Produkte für die Lederbekleidung herstellenden Betriebe angeboten.

## Geschichte

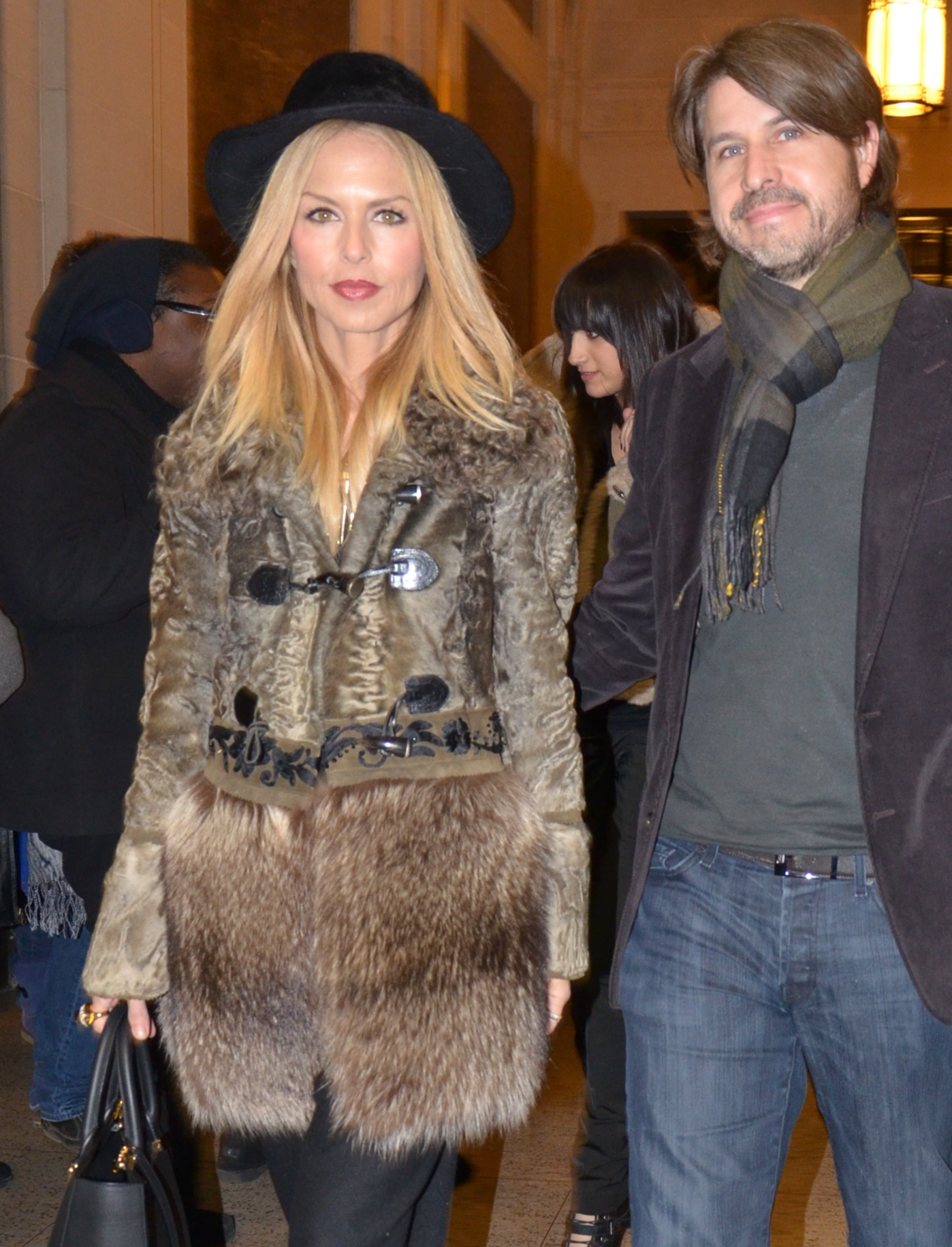
Posamentenverschlüsse an einem Pelz aus Swakara- und Waschbärfell (2012)

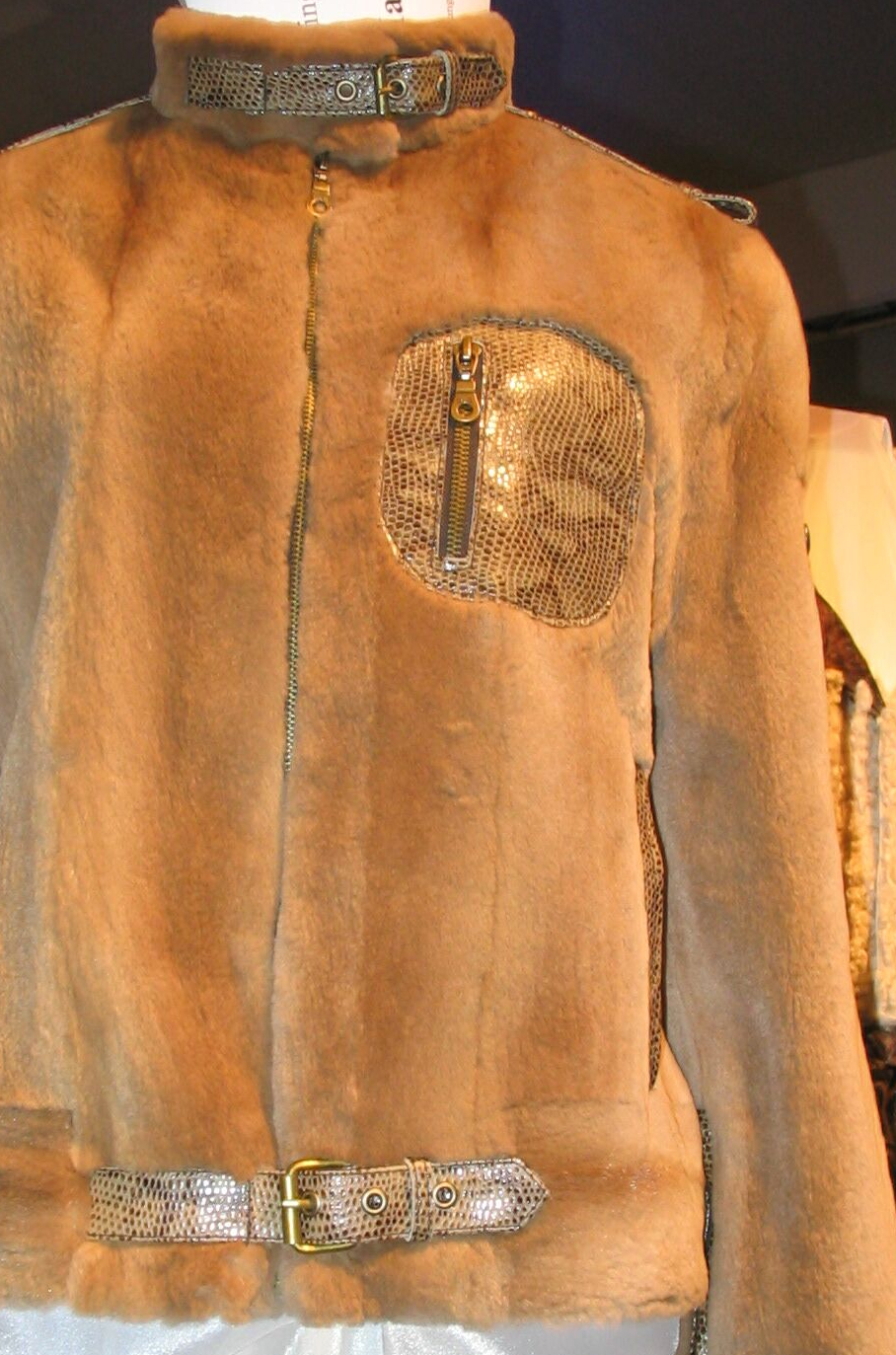
Samtnerzjacke mit Leder, Reißverschluss und Schnallen (2008)

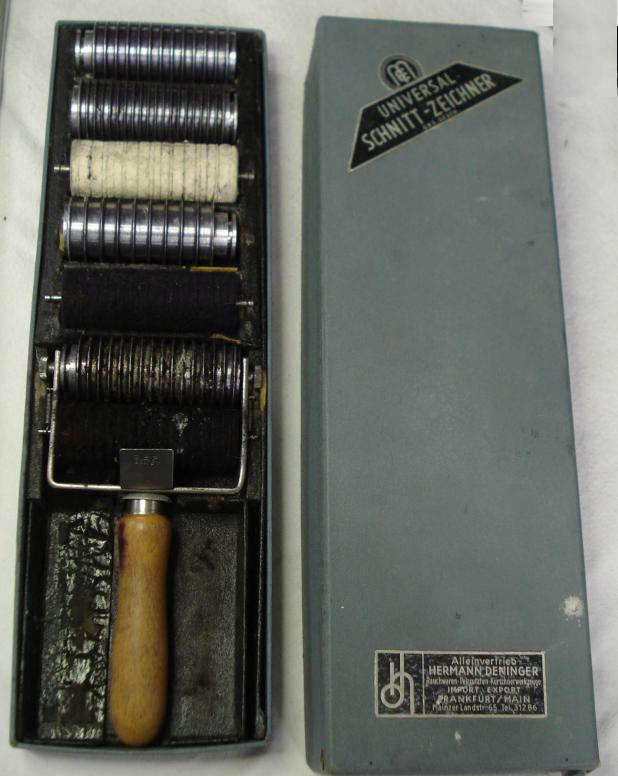
Auslassrolle der Pelzzutatenhandlung Hermann Deninger, Frankfurt am Main

Den Leipziger Kürschnern war es 1711 untersagt, Pelzzutaten vorrätig zu halten, das heißt Posamenten, Knöpfe, Nadeln, Garne Stoffe, Golddraht und Silberdraht. Diese Zutaten waren bei sechs Kürschnerkollegen zu kaufen.
Als Mitte des 19. Jahrhunderts begonnen wurde, Pelze mit dem Haar nach außen zu tragen, entstand ein vergrößerter Bedarf an speziellem Pelzzubehör. Wurde bisher schon eine außerordentlich große Auswahl an unterschiedlichem Zubehör für die Pelzgarnituren gebraucht, benötigte man jetzt vor allem auch Zutaten für Pelzjacken und Mäntel. Die Pelze wurden gegen Ausreißen mit leinenbindigen Stoffen und zum Wärmen mit Wattierungen pikiert. Es wurden besondere, stabile Pelzseiden eingefüttert, für die in Krefeld zwei darauf spezialisierte Seidenwebereien entstanden. die Firma G. Hollender Söhne (1842) und Peter Bircks & Cie. (1863). Als Verschlüsse dienten die gebräuchlichen Knöpfe oder Pelzknöpfe, die eine Holzform als Kern hatten. Holzformen brauchte man auch für die Köpfe der sehr in Mode gekommenen Pelzkolliers, zum Blocken der Muffe und modischer Pelzkappen und Hüte.

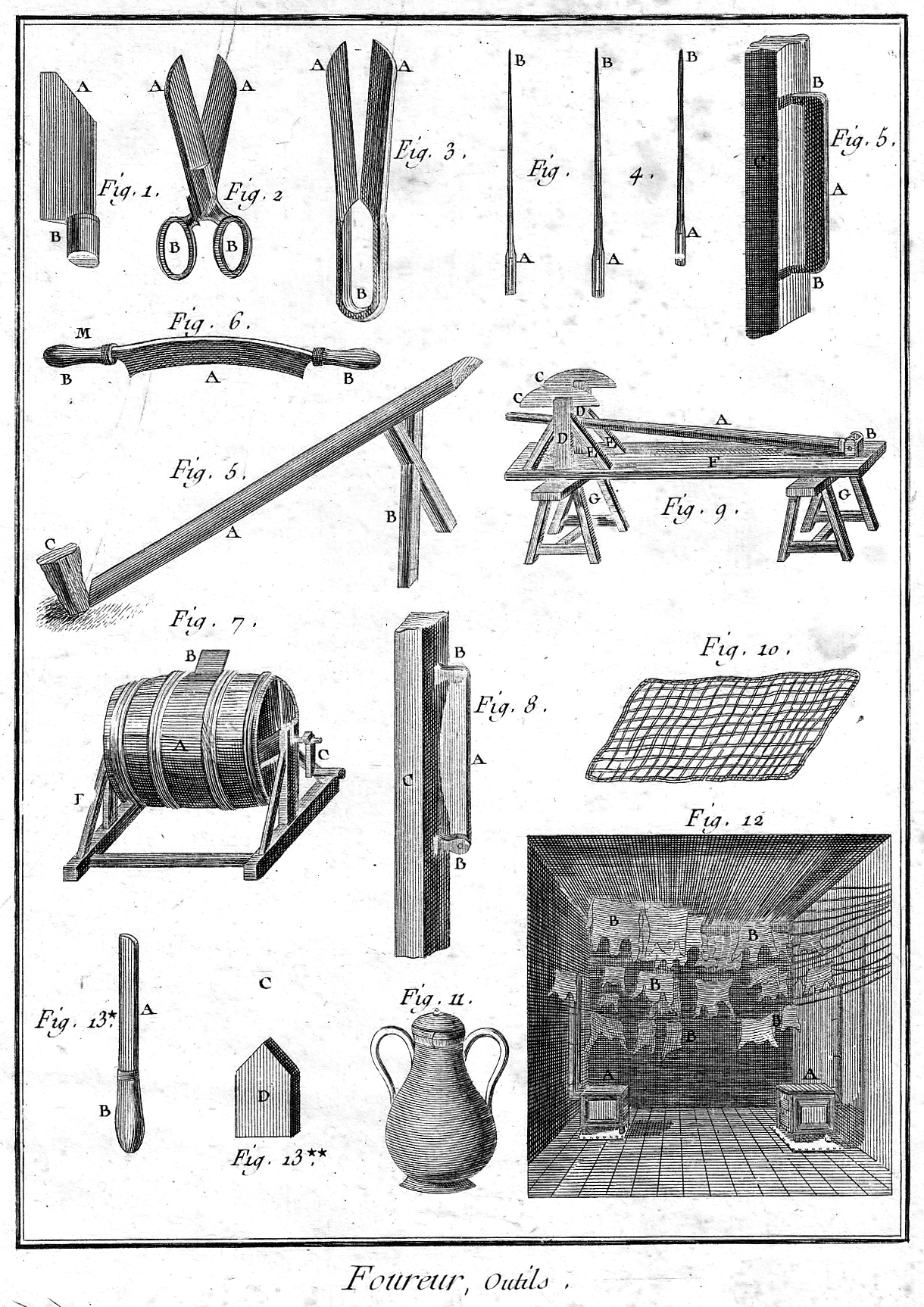
Kürschnerwerkzeug Mitte 18. Jahrhundert

Vereinzelte Pelzgroßhändler begannen, neben ihrem Fellangebot auch Pelzzutaten durch ihre reisenden Vertreter anzubieten. Der Pelz kam Anfang des 20. Jahrhunderts derart in Mode, dass es sich für einige kleinere Unternehmen lohnte, sich ganz auf das Zubehör zu spezialisieren und eine Pelzzutatenhandlung zu eröffnen.
Stellte der Kürschner des Mittelalters vor allem Innenfutter und Verbrämungen von winterlicher Stoffkleidung her, entwickelte er sich im 20. Jahrhundert mehr und mehr zu einem modeschaffenden Handwerker, ähnlich dem Schneider. Es verfeinerte sich das Handwerkszeug. Spannte er bisher seine Felle und die genähten Pelzfutter mit Hammer und Nägeln, benutzte er hierfür jetzt eine Zweckzange und extra Zwecknägel. Kürschnermesser nahmen eine handgerechte Form an, Roll- und Streckhölzer dienen seitdem zum Weichreiben des Leders. Großstädtische Kürschner schnitten sich die Klopfstücke zum Ausklopfen der Pelze nicht mehr selber. Die Chemie erfand spezielle Fette zur Weicherhaltung und Stabilisierung des Pelzleders und Lüster zur Verbesserung des Haarfalls. Viele weitere Zutaten und Hilfsmittel kamen hinzu, die einen zentralen Zulieferhandel mit permanenter Lagerhaltung bis heute sinnvoll machen. Der wesentliche Vorteil eines Zwischenhandels ist es zudem, dass er die Materialien in bedarfsgerechter kleiner Stückzahl oder Maß liefert, im Gegensatz zum oft nur größere Mengen abgebenden Fabrikanten.
Der im Konzentrationslager Auschwitz ermordete Rauchwarenkommissionär Philipp Manes berichtete, dass sein Vater bereits um 1900 als Vertreter für die Leipziger und Berliner Pelzzutatenindustrie in Berlin tätig war. Er erwähnte die beiden Firmen Karl Veith und Leo Nomis, die ihren Aufstieg Manes Vater verdankten. Später kam zu seinen Vertretungen die Pelzweberei Peter Bircks & Cie. aus Krefeld hinzu, „die nur für Kürschner ihre Erzeugnisse herstellte“.
Der mechanische Betrieb Alfred Meyer & Co. aus Annaberg im Erzgebirge, Fachbetrieb für Posamenten und Dekorationsschnüre, bot um 1920 als hauptsächliche Spezialität „Fransen für Pelz-Confektion“ an. So wechselt auch bei den Kürschnerzulieferern das Angebot entsprechend der jeweiligen Mode. Im Pelz-Fachverzeichnis des Jahres 1938 für das Pelzhandelszentrum Leipziger Brühl und das Zentrum der Pelzkonfektion Berlin sind, neben Speziallieferanten, für Leipzig die Pelzzutatenhändler Otto Lösche und Krock & Pohling aufgeführt, beide auf der Reichsstraße, für Berlin Paul Kießling, SW 68, Schützenstraße 33 (erloschen 1984), Fritz Quiess, C2, Niederwallstraße 21 und eine Hausnummer weiter, Anna Will, Niederwallstraße 22, noch unter der Rubrik „Pelzfurnituren“. Die tüchtige Anna Will war es, laut Philipp Manes, die als erste Muffbeutel produzierte, bevor sie später ein Zutaten- und Fellgeschäft angliederte. Das 1904 gegründete Unternehmen bestand noch 1954 auf der Scharrenstraße 17 am Spittelmarkt, jetzt firmierend als „Arthur Will, vorm. Anna Will“.
Im Jahr 1953 verzeichnete der Winckelmann, über Jahrzehnte hinweg das Adressbuch der Pelzbranche und in vielen Länderausgaben erschienen, für die Bundesrepublik Deutschland zehn Betriebe für Pelzzutaten und Kürschnerwerkzeuge, daneben Speziallieferanten für Futterstoffe und Garne, Chemieprodukte, Knöpfe und Nadeln, Korbwaren Flechten, Mottenschutzbeutel und Maschinen. Nach einer wohl einmaligen Konjunktur der Pelzbekleidung waren es im Jahr 1981 etwa 35 Firmen, teilweise mit Lagern in mehreren Städten.
Pelzzutatenbetriebe siedelten sich besonders in und um die Großhandelplätze für Pelzfelle an, sei es in New York zwischen der 24. und der 31. Straße, bis in den Zweiten Weltkrieg am Leipziger Brühl und nach dem Krieg im Pelzhandelszentrum Frankfurt am Main, Niddastraße. Dort waren nicht nur die Rauchwarenhändler vertreten, sondern auch viele Kürschnerbetriebe, die Pelzhalbfabrikate herstellten oder für die Pelzkonfektion arbeiteten. Allein an der Niddastraße waren es sieben Pelzzutatenhandlungen.
Nach dem Zweiten Weltkrieg entwickelte sich das im Jahr 1946 gegründete Düsseldorfer Handelsgeschäft Karschierow & Barkowsky, bald als Gustav Karschinierow firmierend, zu dem herausragend größten Anbieter von Pelzzutaten. Hervorgegangen war das Unternehmen aus ehemaligen Mitarbeitern der Düsseldorfer Firma Ernst E. Heimann, Pelzfutterseiden. Eine Zweigstelle befand sich in der, der Niddastraße benachbarten, Karlstraße 12. Nach dem Tod des Vaters Gustav Karschinierow (* 1906 in Stuttgart) führte der Sohn Uriel Karschinierow (* 1938; † 2011) die Firma weiter. Zum denkbar ungünstigsten Zeitpunkt expandierte er das Unternehmen. Er übernahm die notleidende Pelzseidenweberei Peter Bircks & Cie. und ließ eine neue Lagerhalle errichten. Zu der Zeit begann der Pelzumsatz zu stagnieren, gleichzeitig hörten die Kürschner weitgehend, auf die klassischen Pelzseiden zu verarbeiten, sie wandten sich stattdessen modischen Synthetics aus der Textilbranche zu. In dem Trend, die Pelze immer leichter zu machen, wurden zudem immer weniger Zwischenmaterialien, wie Pikierstoffe oder Wattierungen verwendet. Uriel Karschinierow musste Konkurs anmelden, der Versuch der Mitarbeiter der ehemaligen Weberei Bircks diesen Geschäftszweig weiter zu führen, schlug ebenfalls fehl. In ganz geringem Umfang führte Uriel Karschinierow noch einen Pelzzutatenhandel weiter.
Im Jahr 2018 bestanden in der Bundesrepublik noch drei Pelzzutatenhandlungen, von denen die Firma H. Espey in Gladbeck, Ruhrgebiet führend ist. Das Unternehmen entstand aus der Weiterführung der Firma M. & E. Gans, die etwa 1924 als Großhandel für Schneiderbedarf in Borken gegründet wurde. Später siedelte es nach Gladbeck um. Die Inhaber Gans waren Juden, über die Art und den Zeitpunkt der Übergabe (während der Zeit des Nationalsozialismus?) an Heinz Espey († 1996) scheint nichts mehr bekannt zu sein. Nach der Rückkehr von Heinz Espey nach dem Zweiten Weltkrieg wurde der Betrieb unter dem heutigen Namen weitergeführt. 1978 waren hier neun kaufmännische Angestellte, ein Auszubildender und zwei Hilfskräfte tätig. Etwa nach dieser Zeit wurden als wesentlicher Produktanteil die ersten Außenstoffe für die, von den Kürschnern Hüllen genannten, Übermäntel für Pelzinnenfutter, aufgenommen. 1980 wurde die Firma in eine GmbH umgewandelt, Geschäftsführer waren der bisherige Mitarbeiter Karl Hans Holtwiesche (bis 2002) und, auch weiterhin, Johannes Schroer. Im Oktober 2017 wurde als 2. Geschäftsführer und künftiger Nachfolger der Sohn Carsten Schroer (* 1977) angekündigt. 2022 übernahm H. Espey die Waren und Kunden der aufgelösten Pelzzutatenfirma von Eckhard Roesner aus Oberschleißheim, Textilingenieur und „Urgestein der Branche“, der auch Haken und Öse in eigener Produktion herstellte. Mit dem Abnehmen der Pelzproduktion in Deutschland verlagerte sich der Schwerpunkt des Unternehmens auf den Schneidereibedarf.
In der DDR versorgte die Abteilung VEB Pelzzubehör des VEB Pelzhandel am Brühl um 1989 die insgesamt 400 einschlägigen Betriebe der DDR mit veredelten Fellen und mit Zubehör, darunter im Leipziger Raum 106 private Kürschnermeister und zwei leistungsstarke Produktionsgenossenschaften. Sie entstand aus der Zusammenlegung der Leipziger Zutatenfirmen F. Lösche, F. Reifferscheidt und Fr. Ernst Wieseler, alle drei mit Firmensitz auf der Nikolaistraße.
Durch den erheblichen Rückgang des pelzproduzierenden Handwerks in Europa und die Möglichkeit des Interneteinkaufs sind die Filialen oder Vertretungen zumeist deutscher Firmen, nicht nur in Deutschland, sondern auch in der Schweiz und Österreich verschwunden. Nicht jeder Kürschnerbedarf wird zudem über den Pelzgroßhandel gedeckt. Einige Zutaten werden von den Pelzverarbeitern direkt vom Hersteller bezogen; unter Umständen, insbesondere von großen Unternehmen, auch die in größerer Menge gebrauchten Artikel.

Pelzzutaten-Musterkarten der Zutatenhandlung Carl Gentz, Düsseldorf (etwa vor 1950)
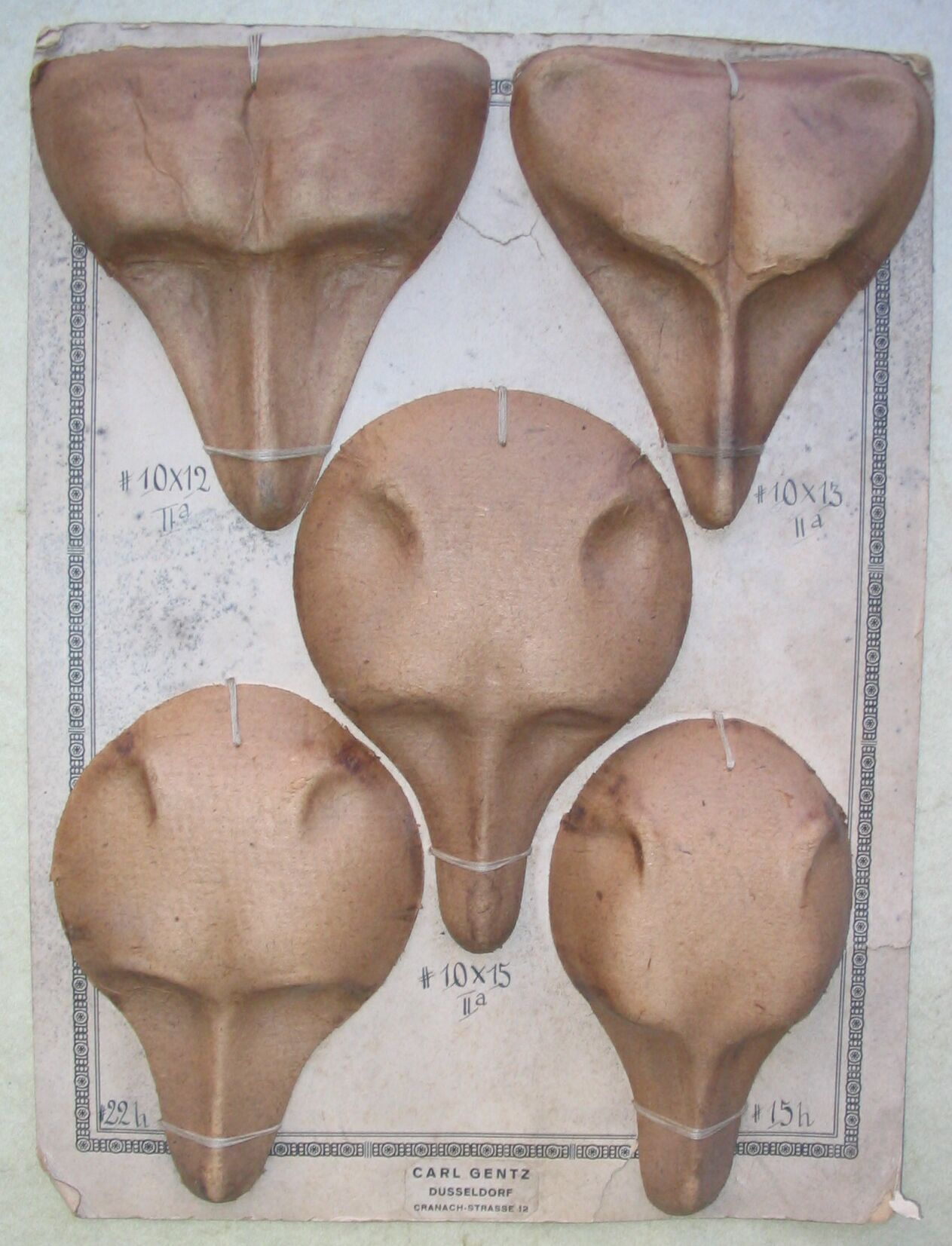
Kollierkopfformen
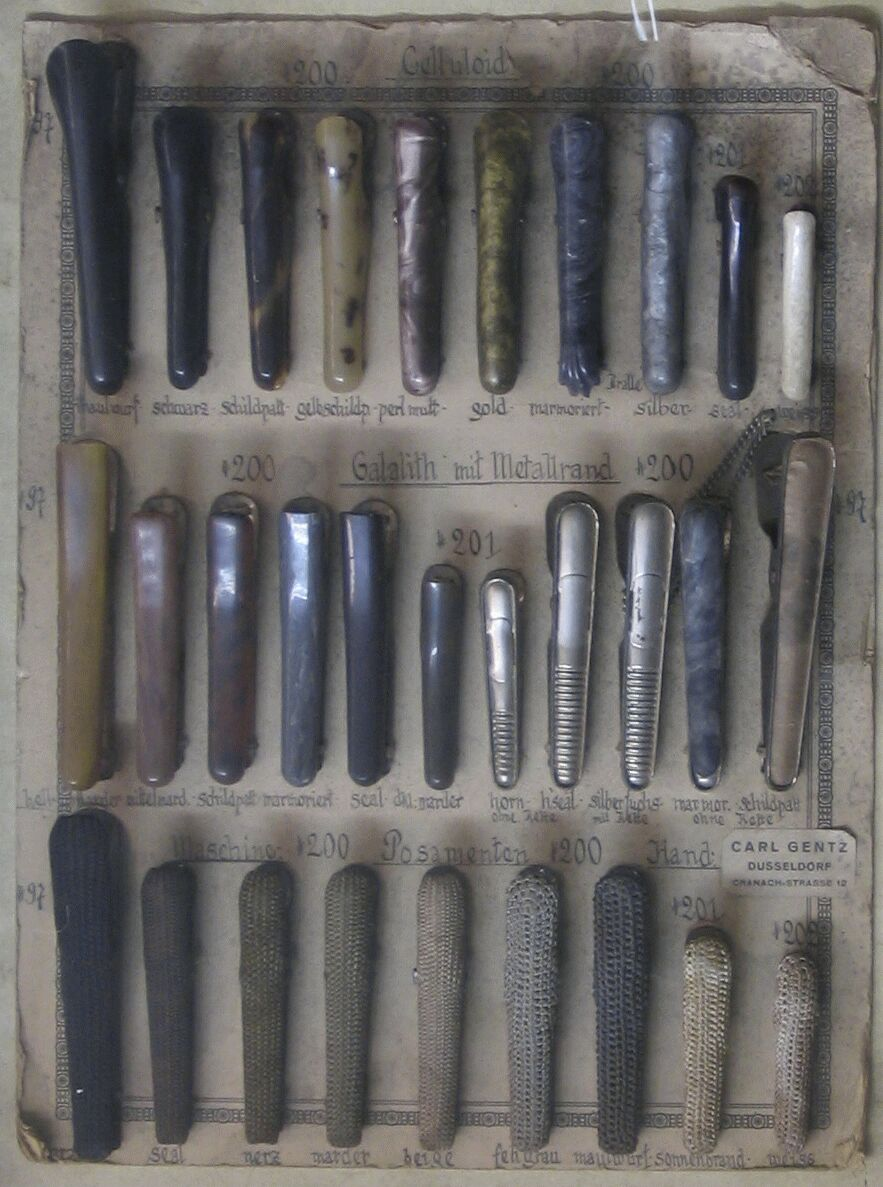
Kollierklammern
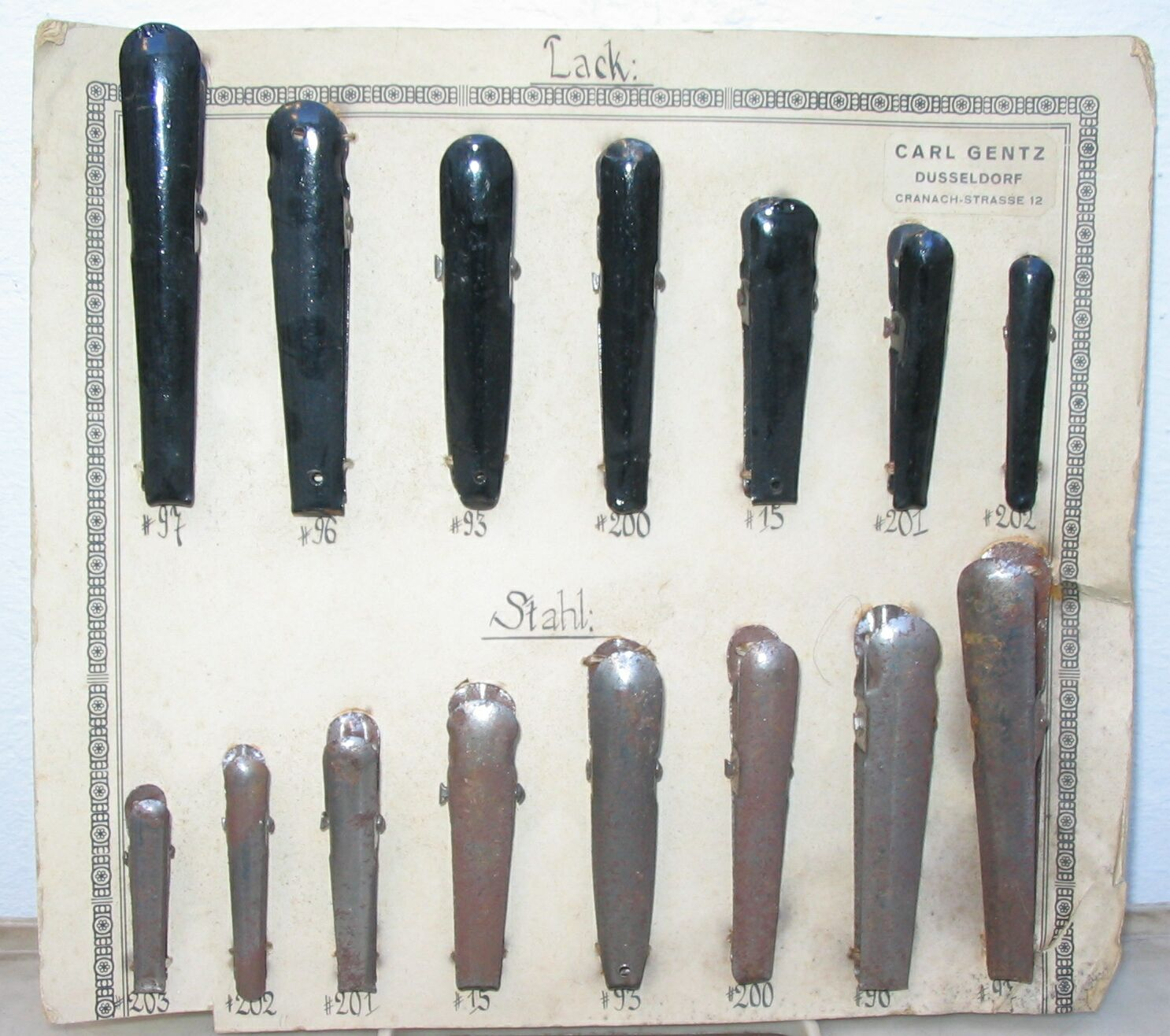
Kollierklammern
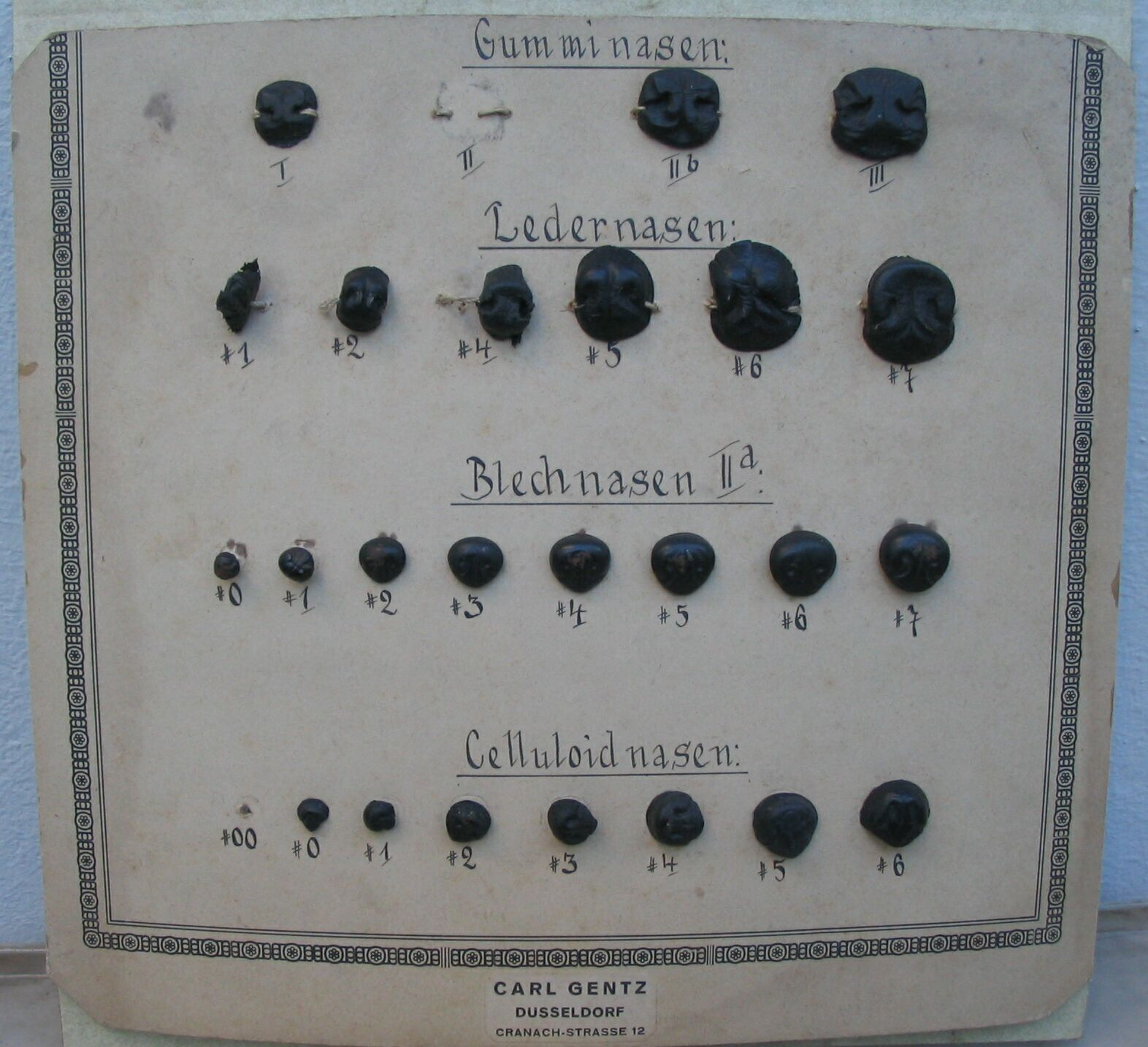
Kolliernasen
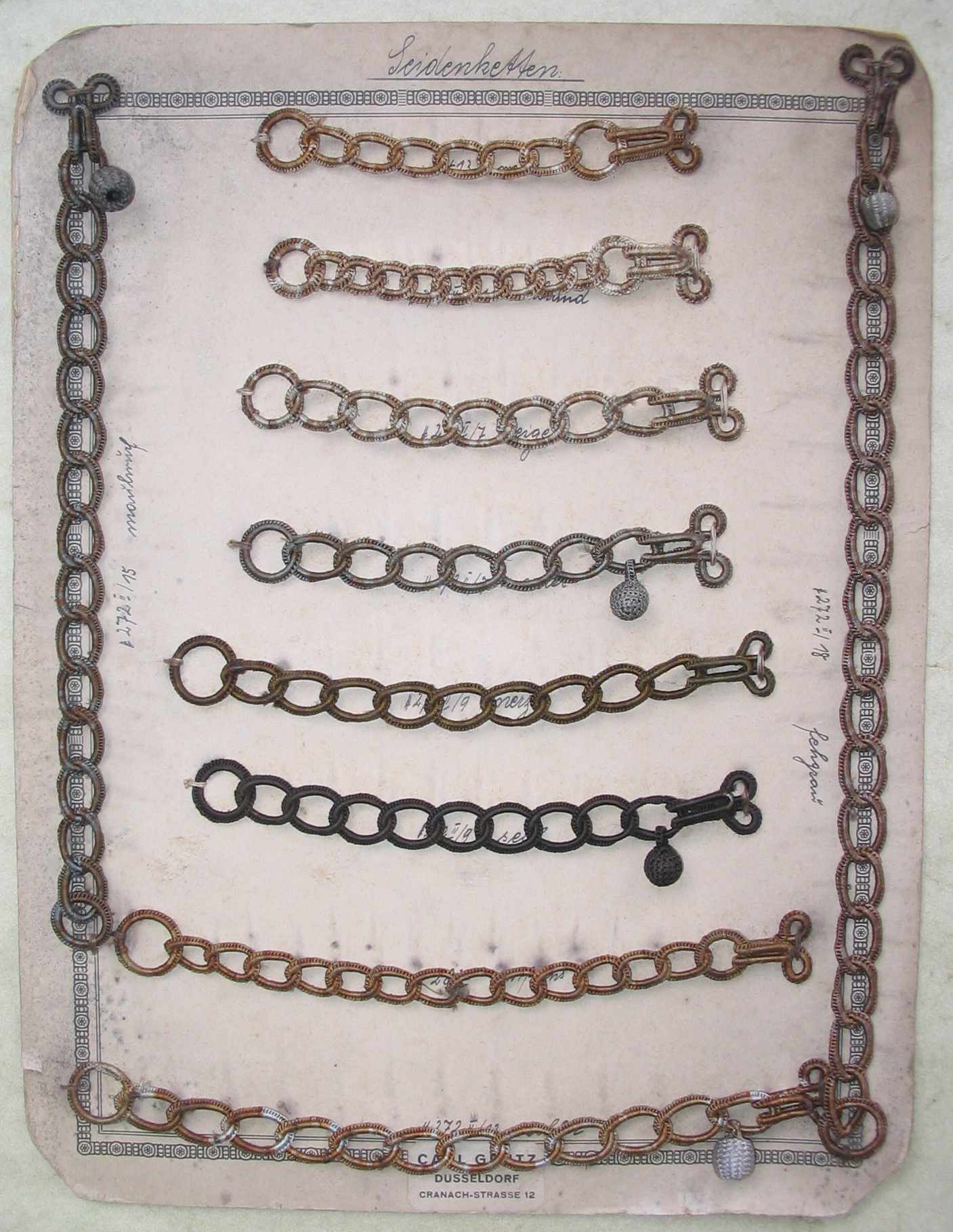
Kollierketten

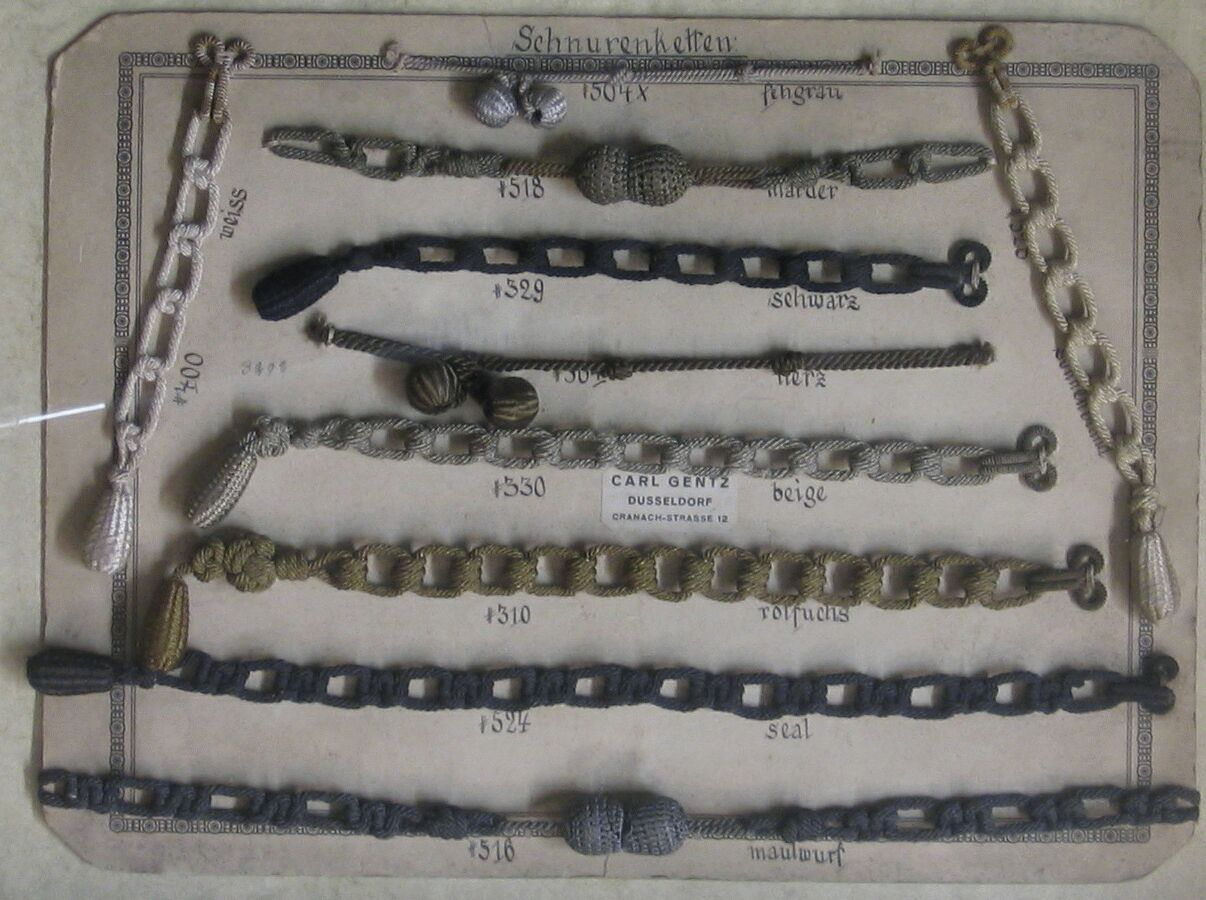
Kollierketten
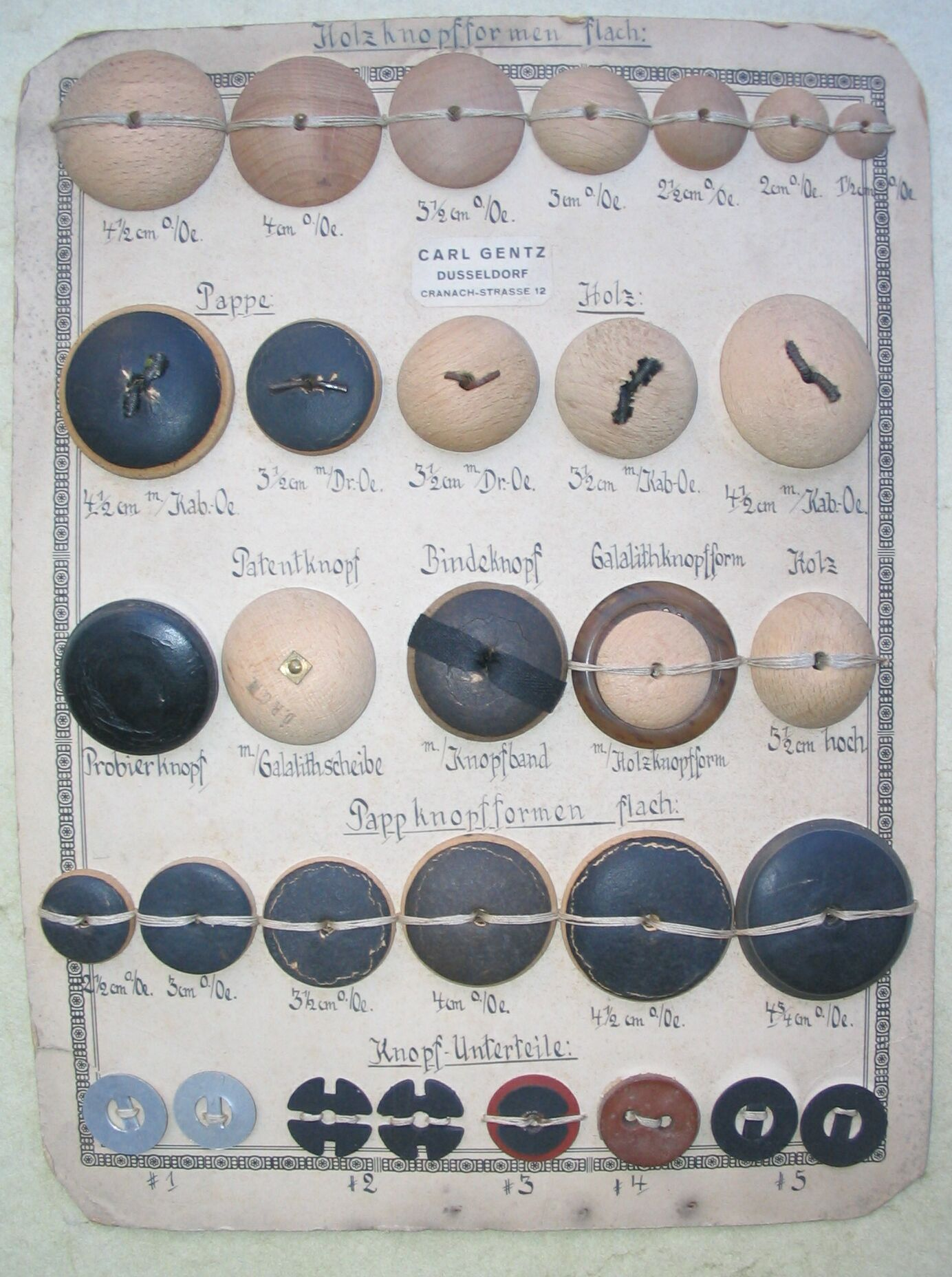
Pelzknopfeinlagen
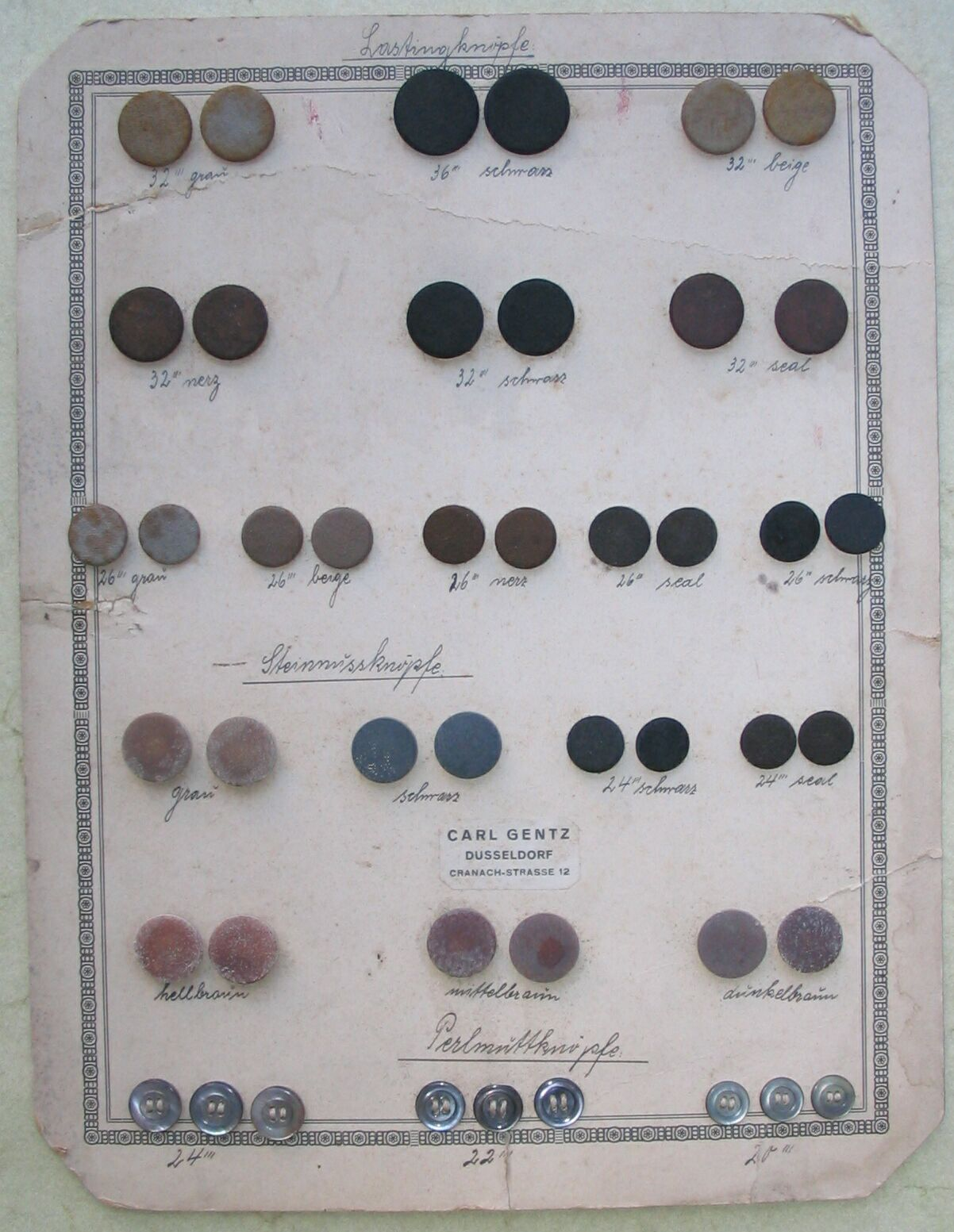
Lastingknöpfe
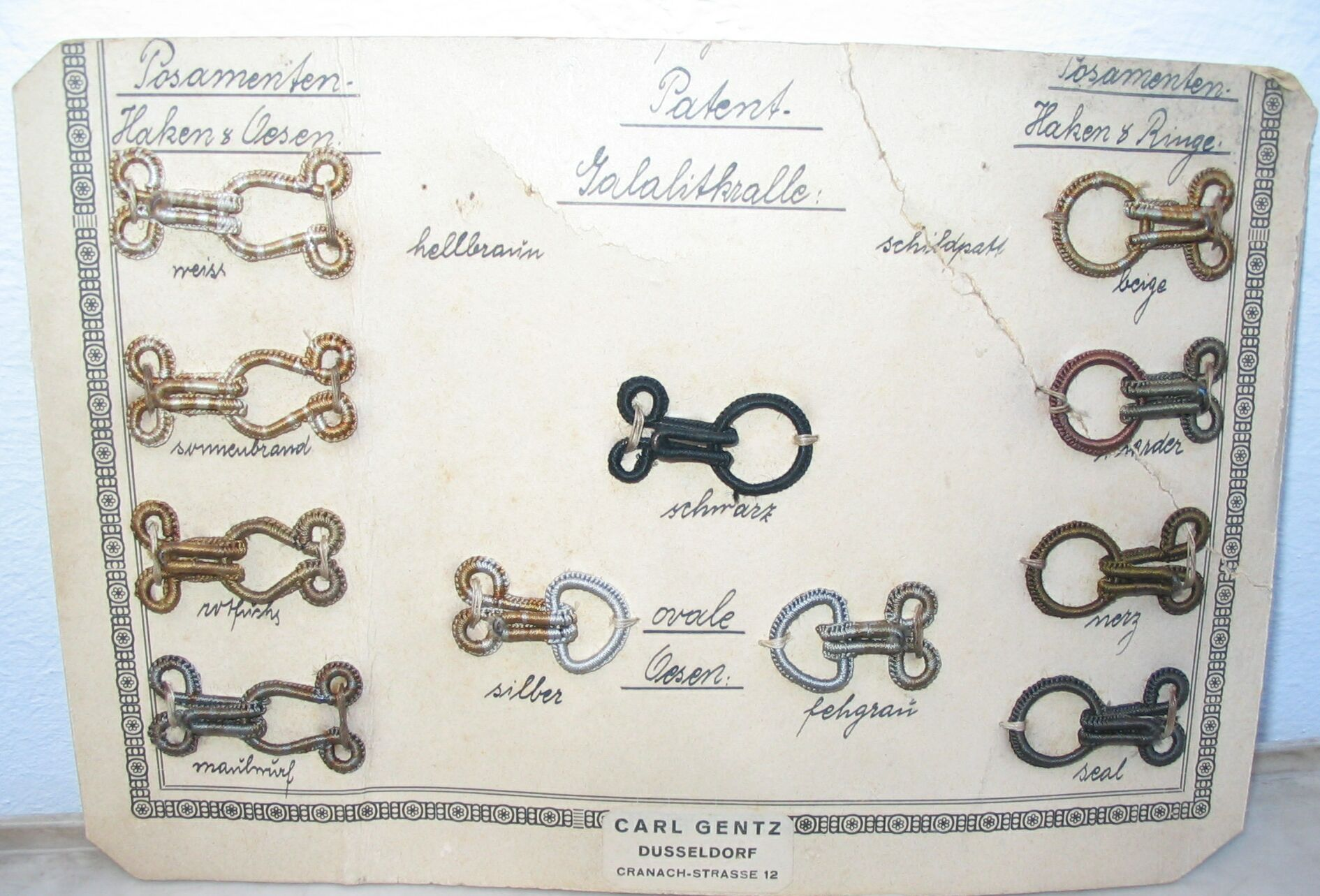
Haken und Ösen

## Typische Angebotsartikel
Die hauptsächlichen Kernangebote einer Pelzzutatenhandlung sind:
- Futterseiden, Zwischenzutaten (Pikierstoff, Batist, Watteline und andere)
- Leichte Oberstoffe für Hüllen von Pelzinnenfuttern, vielfach von italienischen Webereien
- Garne (Synthetiks, Seiden, Zwirne) für Hand und Maschine
- Verschlüsse für Pelz- und Textilkleidung (Klipse, Knöpfe, Reißverschlüsse und andere)
- Muff-Daunenbeutel, Mufftaschen-Inlets, Muffblöcke
- Kollierzubehör (teils nur noch historisch): Papp-, Holz-Kopfformen, Glasaugen (früher von Deutschen aus der Tschechoslowakei, Gegend um Gablonz und Morchenstern, später in Österreich, vor allem in Tirol)[2] rund und oval, Kollierklammern, Krallen aus Blech oder Zelluloid, Nasen und Nasenkitt, Posamentrieglöckchen, Schnüre, Chenille, Stahl- und Posamentrieketten u. a.
- Chemikalien (Läuterspäne mit oder ohne Reinigungsflüssigkeit getränkt, Haarlüster, Haarfarben, Lederfette („Kürschnermilch“), Lederfarben (spirituslösliche Anilinfarben))
- Werkzeuge, inklusive Nähnadeln, Stecknadeln, Zwecknägel, Zweckklammern. Nicht nur die im Kürschnerhandwerk viel gebrauchten Industrieklingen für die Kürschnermesser, sondern auch die dafür benötigten Klingenhalter, Zweckzangen und anderes Kürschnerwerkzeug stammen hauptsächlich aus der Klingenstadt Solingen.
- Modische Accessoires

Die Firma Hausding & Bergmann (gegründet vor 1919), Zutaten und Bedarfsartikel der Pelzwaren-, Hut und Mützenbranche in Pirna, Sachsen beschäftigte keine reisenden Vertreter. Sie versandte stattdessen Kataloge mit ihrem Angebot. In ihrem Sonder-Prospekt Nr. 43, etwa aus den 1930er Jahren, für „das Richtige in Zutaten, Werkzeugen und wichtigen Einrichtungsgegenständen sowie allen unentbehrlichen Hilfsmitteln für Werkstatt, Laden, Schaufenster und Aufbewahrung“ bildete sie unter anderem ab:

In der griechischen Kürschnerstadt Kastoria (2014)
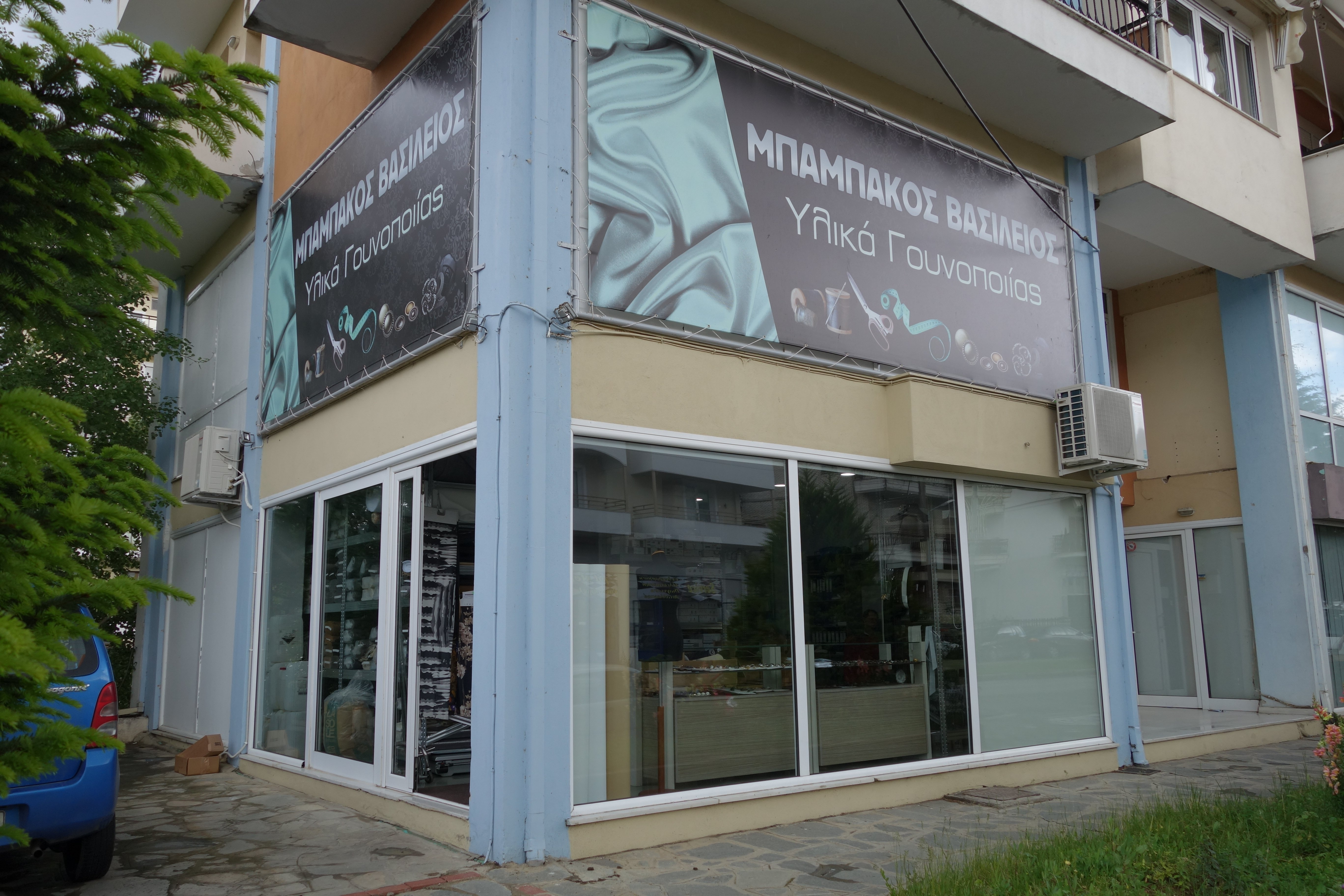
Pelzutatenhandlung
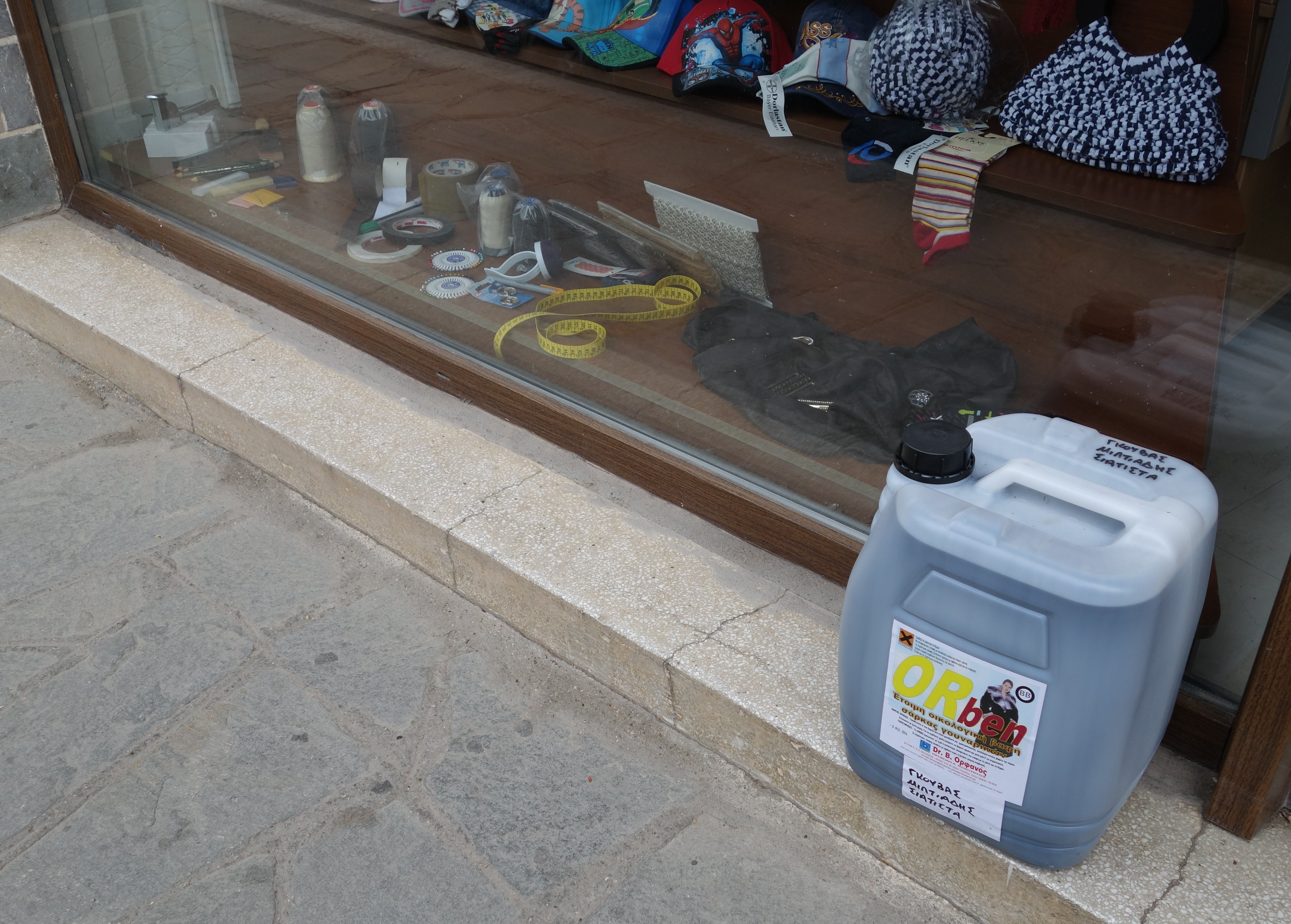
Kanister mit Lederblende vor einem kleinen Pelzutatenladen

Muffblocks, Muff-Daunenbeutel, Mufftaschen, Handtaschen zum Überziehen mit Pelz, Muffständer und eine Handlochschablone als Hilfsmittel beim Zwecken von Tonnenmuffen
Pelzbüsten für Füchse, Kragen und Capes sowie andere Dekorationshilfen, einen neuartigen Verkaufsständer für Würger (kleine einfellige Pelzkolliers), Pelzkrawatten usw.
Rollständer für Pelze, Modell „Rollflink“
Anproben- und Tischspiegel
ein Kreide-Rädchen
einen Apparat zum Abgleichen des Mantel- und Jackensaumes („sogenannter Rockrunder“) mit Nadelschale
verschiedene Kleiderbügel, Fellbügel und -ringe
weiße „Arbeitsmäntel mit Treufesttaschen mit handgenähten Knopflöchern, für auswechselbare Knöpfe eingerichtet“ (weiße Kittel, bis in die 1980er Jahre die typische Arbeitskleidung der gesamten Pelzbranche)
Plombenzange für Stahlblechplomben und Plomben
Stempelhämmer mit auswechselbaren Buchstaben zum Kennzeichnen der Felle, mit langen Stiften, daher kein Verfilzen und kein Zerreißen des Leders
Fell-Quittungsblock für Zurichtware, Reparatur-Bücher und Maß-Bücher mit Manila-Karton für die Werkstatt zum Durchschreiben
Schutzbeutel zur Aufbewahrung von Pelzwaren aus zähem oder durchsichtigem Papier mit Druckknopf-Verschluss
eine DIN RAL-Geschäftsleiter nach Vorschrift der Berufsgenossenschaft für den Einzelhandel (Hamax-G-Leiter)
ein sauberst gebauter Werkzeugkasten als verschließbarer Wandschrank, mit oder ohne Kürschnerwerkzeug
und, vor dem Hinweis auf Hauptkatalog mit den eigentlichen Pelzzutaten, das Schulterpolster „Großlaub «Achselwatt», die stabile Luftschulter, die allen Ansprüchen gerecht wird“.